# Gracián
A Gracián a latin Gratianus férfinév rövidülése, ami a gratiosus szóból származik, aminek a jelentése: kedves, bájos. Női párja: Graciána.

## Gyakorisága
Az 1990-es években szórványos név, a 2000-es években nem szerepel a 100 leggyakoribb férfinév között.

## Névnapok
- június 1.[2]
- december 18.[2]

## Híres Graciánok
Ocsovai Grácián ferences szerzetes.